# Johan Gevers
Johan Gevers (Deurne, 30 maart 1962) is een Belgisch regisseur.

## Carrière
Gevers werkte als regisseur mee aan de volgende producties:
- Familie Backeljau (1993)
- Sterke verhalen (1997)
- Waarde landgenoten (1998)
- Watte? (1999)
- Café Majestic (2000)
- Big & Betsy (2000-2003)
- Pa heeft een lief (2000)
- Liefde & geluk (2001)
- Hallo België! (2002)
- Zonnekinderen (2004)
- Lili en Marleen (2006)
- Emma (2007)
- F.C. De Kampioenen (2008-2011)
- Ella (2011)
- Thuis (2019)